# Cover Me (píseň, Depeche Mode)
„Cover Me“ je píseň britské hudební skupiny Depeche Mode z jejího čtrnáctého studiového alba Spirit, jež vyšla 6. října 2017 jako třetí singl z alba. Jedná se o poslední singl skupiny vydaný před smrtí Andrewa Fletchera 26. května 2022.

## Seznam skladeb
CD
1. „Cover Me“ (Radio Edit) – 4:01
2. „Cover Me“ (Warpaint Steez Remix) – 6:23
3. „Cover Me“ (Erol Alkan Black Out Rework) – 8:12
4. „Cover Me“ (Texas Gentlemen Remix) – 5:22
5. „Cover Me“ (Ellen Allien U.F.O. RMX) – 9:37
6. „Cover Me“ (Ben Pearce Remix) – 5:59
7. „Cover Me“ (Josh T. Pearson Choose Hellth Remix) – 4:48
8. „So Much Love“ (Kalli Remix) – 6:28

2×12″
1. „Cover Me“ (Ellen Allien U.F.O. RMX) – 9:36
2. „Cover Me“ (I Hate Models Cold Lights Remix) – 9:55
3. „Cover Me“ (Nicole Moudaber Remix) – 11:15
4. „So Much Love“ (Kalli Remix) – 6:28
5. „Cover Me“ (Erol Alkan White Light Rework) – 7:22
6. „Cover Me“ (Texas Gentlemen Remix) – 5:20
7. „Cover Me“ (Warpaint Steez Remix) – 6:22
8. „Cover Me“ (Josh T. Pearson Choose Hellth Remix) – 4:48